# Base Aérea de Maxwell
Base da Força Aérea de Maxwell (IATA: MXF, ICAO: KMXF, FAA LID: MXF), oficialmente conhecida como Maxwell-Gunter Air Force Base, é uma instalação da Força Aérea dos Estados Unidos (USAF) sob o Air Education and Training Command (AETC). A instalação está localizada em Montgomery, Alabama, Estados Unidos. Ocupando o local da primeira Wright Flying School, foi nomeado em homenagem ao segundo-tenente William C. Maxwell, natural de Atmore, Alabama .
A base é a sede da Air University (AU), um componente importante do Air Education and Training Command (AETC), e é o centro da Força Aérea dos EUA para Educação Militar Profissional Conjunta (PME). A ala anfitriã de Maxwell-Gunter é a 42d Air Base Wing (42 ABW).

## Unidades baseadas
Unidades voadoras e não voadoras notáveis baseadas na Base Aérea de Maxwell.